# Petit Joseph (film)
Pour l’article homonyme, voir Petit Joseph (roman).
Pour plus de détails, voir Fiche technique et Distribution.
Petit Joseph est un film français réalisé par Jean-Michel Barjol, sorti en 1982.

## Synopsis
Joseph Galloudec, sept ans, vit au dix-huitième étage d'un immeuble de la banlieue parisienne, entre sa mère Julia et son père Jean-Claude, ingénieur informatique et militant communiste. Ses parents connaissant des problèmes de couple et sa mère devant bientôt accoucher, il part pour les grandes vacances avec ses grands-parents et ses trois oncles, des triplés turbulents. Il découvre les châteaux de la Loire, la Bretagne et l'Angleterre. À son retour, il fait la connaissance de sa petite sœur Elisa, mais ses parents se déchirent et sa mère finit par quitter le foyer.

## Fiche technique
- Titre français : Petit Joseph
- Réalisation : Jean-Michel Barjol
- Scénario : Christophe Donner
- Image : Gilberto Azevedo
- Décors : Roger Blanc
- Son : Michel Brethez
- Musique : Gérard Clavel
- Montage : Nicole Gauduchon
- Bruitage : Jonathan Liebling
- Assistant réalisateur : Olivier Ricœur
- Production : Jean-Michel Barjol
- Sociétés de production : B.Q.H.L. Productions, Les Films du Centaure, Films A2
- Pays d'origine :  France
- Format : Couleurs - 35 mm - 1,66:1
- Genre : comédie dramatique
- Durée : 98 minutes
- Date de sortie : 13 octobre 1982, France

## Distribution
- Jean-Marc Thibault : Jean Galloudec, Pépé
- Juliette Brac : Jeannette Galloudec, Mamie
- Naïché Caudron : Joseph
- Jean-Paul Blanc : Jean-Claude
- Isabelle Weingarten : Julia
- Pascale de Boysson : La grand-mère maternelle
- Cyril Aubourg : Cyril Galloudec, premier triplé
- Christophe Aubourg : Christophe Galloudec, second triplé
- Serge Richard : Serge Galloudec, troisième triplé
- Christophe Donner : Daniel
- Noëlle Mesny : Florence Piquet, l'institutrice